# Vokovice
Vokovice (německy Wokowitz) jsou městská čtvrť a katastrální území hlavního města Prahy, součást městské části, obvodu a správního obvodu Praha 6
Vokovice byly připojeny k Praze roku 1922, kdy měly 2021 obyvatel. Předtím byly samostatnou obcí.

## Území
V západní části tvoří jižní hranici Vokovic s Veleslavínem významná sběrná ulice Evropská, ve východní části tvoří jižní hranici s Veleslavínem a Střešovicemi ulice Kladenská (která před vybudováním Evropské byla hlavní výpadovkou) a železniční dráha. Východní hranici, s Dejvicemi, tvoří ulice Horoměřická a přibližně pomyslná čára jejího prodloužení jihovýchodním směrem. Severní hranici s Dejvicemi a Nebušicemi tvoří přibližně Krutecký a Šárecký potok (jižně od Jenerálky a celého západního výběžku Dejvic), přičemž do území Vokovic patří navíc i zalesněná část severně od Šáreckého potoka až k zástavbě Nebušic. Při západní hranici s Libocí, prochází vodní nádrží Džbán nedaleko její hráze a směřuje přibližně severojižním směrem až k nebušické ulici U Pohádky. Při cestě do Divoké Šárky je Franciho studánka.

### Staré Vokovice
Původním středem vesnice byl rozsáhlý vrchnostenský dvůr, u něhož se nacházelo několik hospodářských usedlostí. První zmínka pochází z roku 1370 a majitelem vokovického dvoru byla svatovítská kapitula. Na počátku 15. století zde byly dva dvory, jeden je v majetku Václava Koláčka a Jana Proudka z Brlohu, druhý dvůr vlastnilo pražské arcibiskupství.
Roku 1420 se zde připomíná Wenceslaus notarius minoris civ. PR (viz archív český), roku 1425 Václav z Bítova a Materna z Prahy. Ještě roku 1420 7. května vedli o vokovický dvůr spor malostranští radní. Na počátku husitských bouří byl vokovský dvůr značně poničen a koncem dvacátých let 15. století jej koupil Petr z Upolněšic. V roce 1445 byl majitelem pražský měšťan Arnošt, roku 1462 koupil dvůr od Arnošta Jan Manda ze Zbyslavic (některé prameny uvádějí i rok 1469 – Kronika královské Prahy a obcí sousedících). Roku 1471 byly Vokovice zastaveny arcibiskupem Kunruchem a získala je Kateřina z Pakoměřic, která je držela až do roku 1492, kdy jej získali bratři Jiřík a Jan ze Svojevic. Od poloviny 16. století se Vokovice staly opět majetkem pražské kapituly. V roce 1570 se vedle dvora pražské kapituly nacházely i další dva dvory a vinice, které náležely pražským měšťanům (OSN XXXI, AHMP 2048, UA TK2692). V roce 1612, jak uvádí Kniha purkrechtní, bylo ve „vsi Wokowicz 12 poddanských usedlosti, dále kovárna a krčma která bere pivo bílé a pivo horké od jisteho pražského nákladníka“.

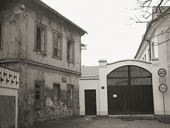
Náves čp. 15
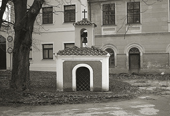
Zvonička na návsi
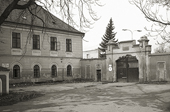
Náves čp. 18

Útrapy třicetileté války se vokovické vsi vyhnuly a tak po jejím skončení zde bylo evidováno 11 domů a pouze jeden pustý. Na počátku 18. století byla ves začleněna do chrášťanského panstvi a Přiznávací fasse z roku 1713 zde zaznamenává 13 usedlostí. Josefský katastr (JK5416) zde čítal již osmnáct čísel popisných. Kolem roku 1800 byla uprostřed návsi postavena kaplička, na kterou se vyzvánělo v případě mimořádných událostí (v roce 2006 byla kompletně opravena).

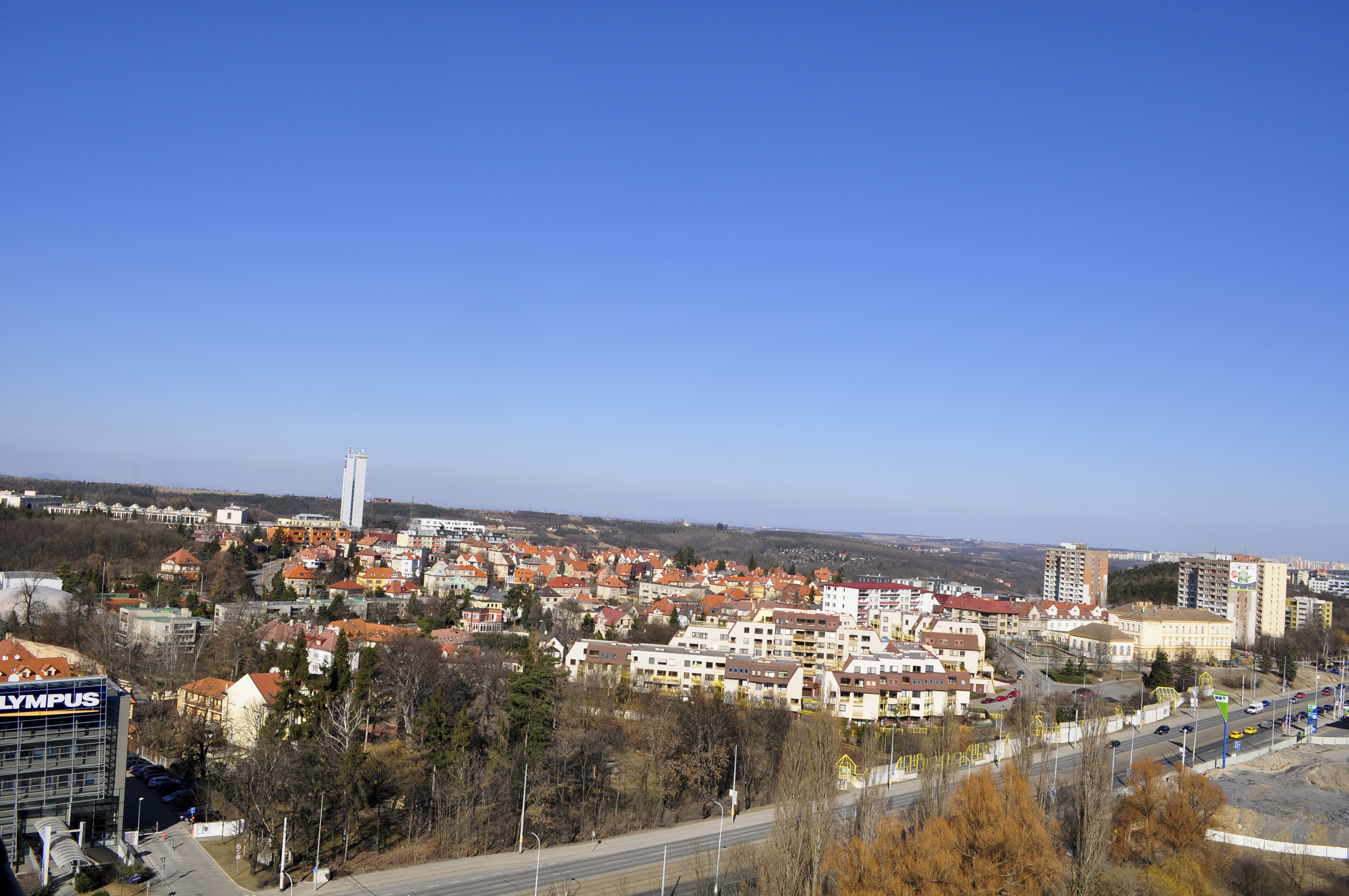
Panorama starých Vokovic

Gruntovní knihy počátkem 19. století vykazují v obci tyto hospodáře:
- čp. 1 Raus Tomas sedlský grunt,
- čp. 2 Spirit Jiřík chalupník,
- čp. 3 Spirit Jiřík později Hustoles Kateřina,
- čp. 4 Mihule Václav kontribučenská chalupa,
- čp. 5 Hladík Tomáš chalupa na gruntě,
- čp. 6 Zápotocký Jan chalupník,
- čp. 7 Stietkova- Zápotocká Lidmila vdova chalupa na obecním gruntu,
- čp. 8 Hladík Jan hospoda,
- čp. 9 Barton Jakob chalupa na obecním gruntu,
- čp. 10 Nepomucký Jiří chalupa na obecním místě,
- čp. 11 Pokorný Wenzl kontribučenská chalupa od roku 1768 za 223 kop,
- čp. 12 obecní pastouška neuvedeno,
- čp. 13 Zápotocký Jan sedlský grunt,
- čp. 14 Průcha Václav kontribučenská chalupa od roku 1782 za 110 kop,
- čp. 15 Čadek Joannes kontribučenská chalupa od roku 1671 za 150 kop,
- čp. 16 Hladík Tomas sedlský grunt,
- čp. 17 Pachman Jan sedlský grunt,
- čp. 18 Klíma Wezl sedlský grunt největší grunt ve vsi,
- čp. 19 Saudsky Josef chalupa na obecním gruntu,
- čp. 20 Martin ?

Ve dvacátých letech 19. století byl v okolí (po nálezu černého uhlí a železné rudy na Kladně) proveden rozsáhlý geologický průzkum, první vrty (1820) byly provedeny v lokalitě mezi Vokovicemi a Veleslavínem. Ve Vokovicích byla nakonec celá skupina dolů na železnou rudu, především v poloze nad Hájem a na Červeném vrchu. Doly vznikaly vesměs před rokem 1860, některé velmi brzy opětovně zanikly a jiné se udržely až do poloviny třicátých let 20. století. Pro rozvoj místního průmyslu měly význam i spraše, těžené v cihelně, která je zde postavena. Společně s rozvojem těžby a průmyslu byla utlumena zemědělská produkce. Řada starých hospodářů prodala své usedlosti a do vsi přicházeli za prací noví obyvatelé. V roce 1843 zde žilo 153 lidí a o 11 let později čítaly Vokovice již 183 obyvatel. V polovině 80. let zde byla otevřena vlastní škola a 1. ledna 1922 byly Vokovice začleněny do Velké Prahy.

### Nové Vokovice

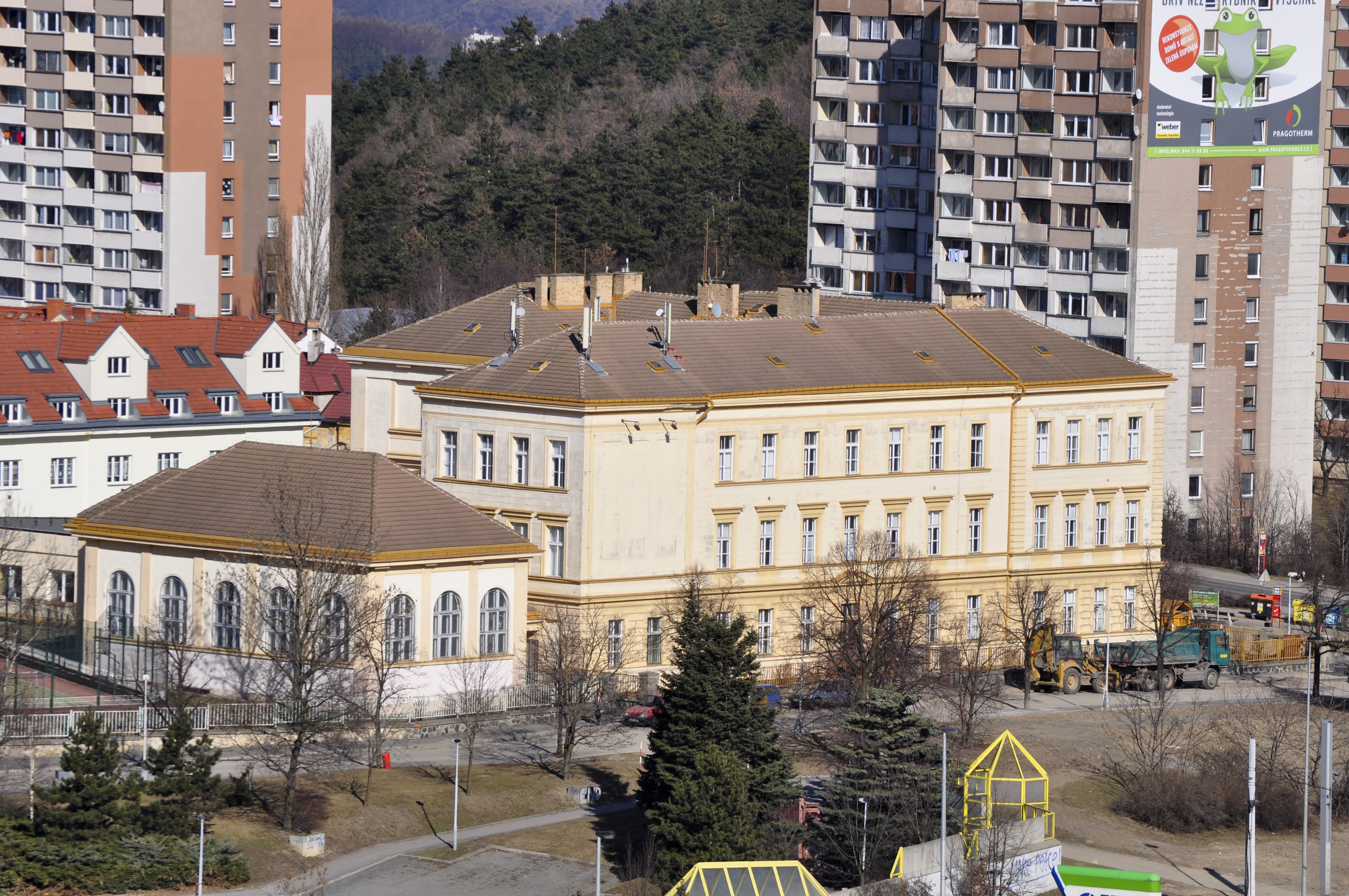
Základní škola praktická Vokovice

Zdejší zástavba pochází převážně z první poloviny 20. století, nachází se severně od Evropské ulice v blízkosti nádraží Praha-Veleslavín, ležícího jižně od ní. V jižní části Nových Vokovic se nalézá velká secesní budova bývalé základní školy (dnes v ní sídlí zvláštní a pomocná škola). Na rozhraní s Veleslavínem také stávala malá továrna „Kroupova Bonbonka“ (výroba čokolády a bonbonů), část jejího areálu pak užíval Výzkumný ústav televizní techniky a Aritma.
Ze severu k Novým Vokovicím přiléhá rozsáhlý areál firmy s původním názvem Aritma, kterému dominuje výšková budova Shiran Tower. V západní části pak velký sportovní areál této firmy (dříve zde sídlil Sokol Vokovice). V prostoru Aritmy se nachází malý televizní vysílač lokálního významu (o výkonu několika setin kW).

### Sídliště Červený Vrch

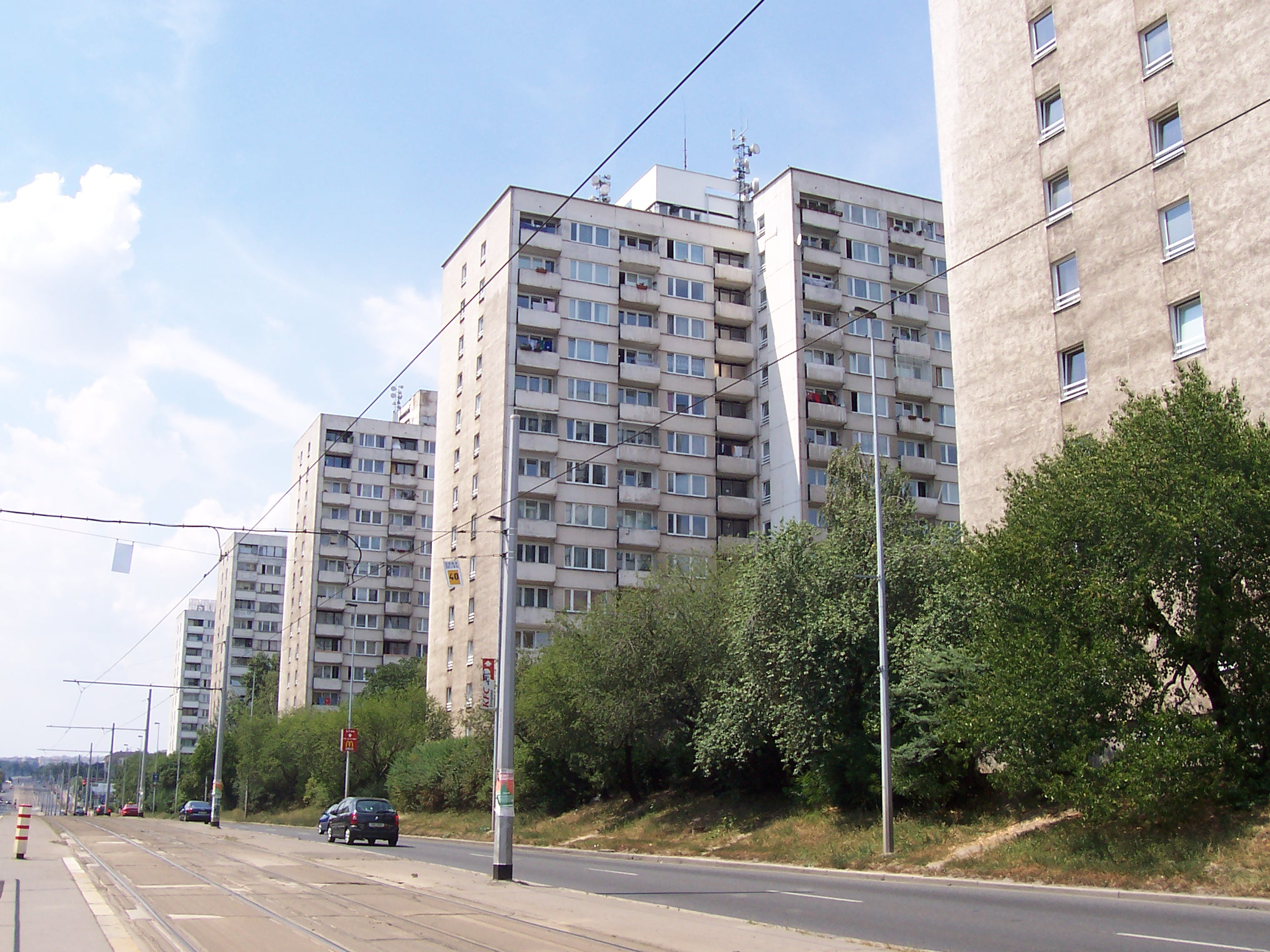
Panelová zástavba na sídlišti Červený Vrch, pohled z Evropské ulice

Ve východní části území Vokovic z obou stran podél Evropské ulice se nyní nachází panelové sídliště – sídliště Červený Vrch. Bylo postaveno v letech 1960–1972, hlavním architektem byl K. Jarolím. Pojmenováno bylo podle kopce Červený vrch (327 m n. m.). Název odvozený od barvy železité půdy pochází nejméně ze 17. století.
Ulice v jižní části sídliště byly v roce 1962 pojmenovány podle států v Africe (nejdelší ulice je Africká), ulice v severní části podle států na Blízkém Východě (nejdelší ulice je Arabská). Některé pojmenované ulice nebyly nakonec zřízeny, ale názvy nejsou dosud úředně zrušeny (Marocká, Čadská, Libyjská, Maliská, Guinejská a v roce 1977 Somálská, která rovněž nikdy nevznikla).
V jižní části sídliště jsou dvě moderní základní školy – základní škola Na Dlouhém lánu a základní škola Červený Vrch v Kladenské ulici.
V severovýchodní částí sídliště je Gymnázium Arabská. V ulici Na Dlouhém lánu v blízkosti školy je zimní stadión a nedaleko zdravotní středisko. Na severovýchodě v blízkosti sídliště je zahrádkářská osada.

### Přední Veleslavín
Oblast zasahující na jižním okraji sídliště Červený Vrch do dnešních Vokovic bývala nazývána též Přední Veleslavín (o čemž svědčí název ulice V Předním Veleslavíně).

### Tichá a Divoká Šárka, Džbán
U hranice Vokovic je Šárecké údolí, jehož část byla v roce 1964 prohlášena za chráněné území Prahy (přírodní rezervace Divoká Šárka). Celá severní, přírodní část území Vokovic je součástí přírodního parku Šárka-Lysolaje. Oblastí prochází turistické značení Klubu českých turistů (okružní červeně značená trasa č. 0043).
Do Vokovic z jihu přitéká Litovický potok, který z vodní nádrže Džbán pokračuje Šáreckým údolím pod názvem Šárecký potok. Vodní nádrž Džbán je vybavena koupalištěm s oddělenou nudistickou pláží, nedaleko severně se nachází též stanové tábořiště.
U Šáreckého potoka se nachází skupina stavení kolem usedlosti Želivka.

## Pamětihodnosti

### Přírodní památky
- Lípa republiky – na Červeném Vrchu, významný strom

## Doprava

### Silniční

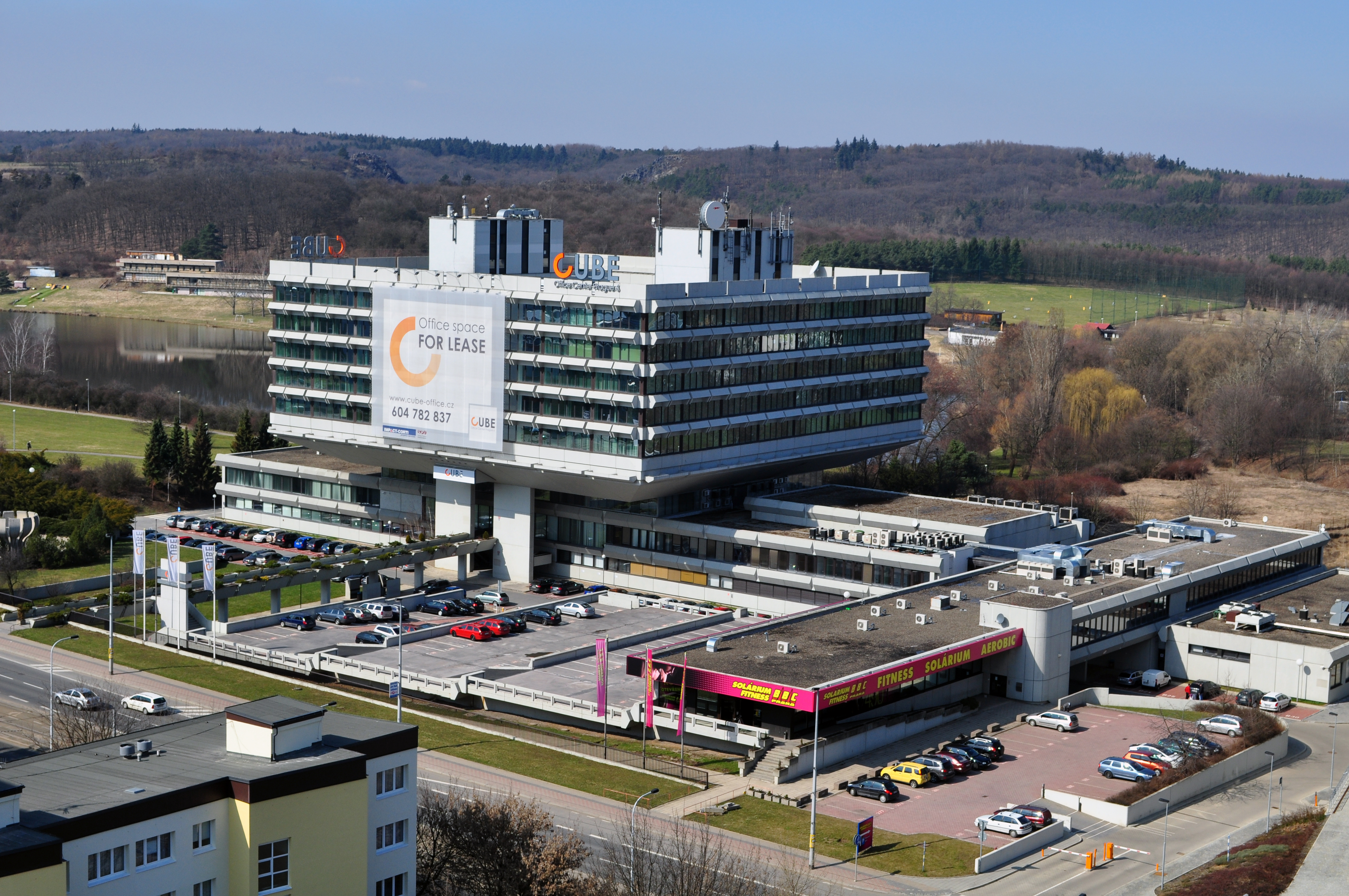
Budova Cube (bývalý Koospol) na Evropské ulici

Nejvýraznější dopravní tepnou Vokovic pro automobilovou i městskou a meziměstskou hromadnou dopravu je ulice Evropská. Po ní jezdí i tramvaje, které mají na území Vokovic i mezilehlé obratiště (smyčku) Červený Vrch, která byla od června 2010 z důvodu prodloužení trasy metra A odpojena od zbytku tramvajové sítě. V současné době po otevření nové trasy metra A je již v provozu, i když není využívána pro pravidelné linky. Evropská spojuje centrum Prahy a Dejvice zejména s ruzyňským letištěm a městem Kladnem. Navazuje na dálnici D7 směrem na Slaný, Louny a Chomutov. Do roku 1967, kdy byla ulice Leninova (od roku 1991 Evropská), zprovozněna, byla výpadovkou ulice Kladenská.
Zhruba po trase dnešní Evropské a Horoměřické ulice z Dejvic na Jenerálku (po dnešní východní hranici Vokovic) vedla původně silnice do Velvar. Ještě dnes je Horoměřická po Evropské druhou nejvýznamnější průjezdní ulicí Vokovic.

### Tramvajová
Již před rokem 1932 ve Vokovicích končila tramvajová trať od Dejvic. Roku 1932, v roce výstavby dejvického Vítězného náměstí, byla prodloužena do vozovny Vokovice, 6. ledna 1933 byl na tomto prodloužení zahájen veřejný provoz s cestujícími. Do smyčky Divoká Šárka v Dolní Liboci nedaleko hranic s Vokovicemi byla tramvaj prodloužena od vozovny 20. července 1947. 7. listopadu 1967 byla zprovozněna ulicí Evropskou tramvajová trať přeložená z ulice Kladenské. Současně byla zprovozněna nová tramvajová smyčka Červený Vrch.

### Autobusová
Na území Vokovic staví zejména městské a příměstské linky jedoucí po Evropské a Horoměřické ulici. Linka 225 (do června 2017 linka 142) zajíždí i do zástavby Nových Vokovic. U dnešní zastávky Bořislavka bývalo autobusové stanoviště příměstských autobusů ČSAD do oblasti Horoměřic, linky však byly začleněny do Pražské integrované dopravy.

### Metro
Na katastrálním území Vokovice se nacházejí 2 stanice metra linky A, jsou jimi Bořislavka a Nádraží Veleslavín. Otevřeny byly v roce 2015.

### Železniční
Podél jižního okraje Vokovic prochází železniční trať Praha–Kladno, která byla roku 1830 zprovozněna jako lánská koněspřežka. Roku 1863 přestavěna na parní pohon a normální rozchod a od té doby se jí říká Buštěhradská dráha. V současné době se plánuje její zásadní modernizace.

## Okolí Vokovic
Vokovický název se používá i pro některé objekty, které ve skutečnosti leží na území Veleslavína. Ve Veleslavíně leží např. tramvajová Vozovna Vokovice, která občas bývá v rámci dne otevřených dveří zpřístupněna veřejnosti. Nedaleko vozovny, rovněž na území Veleslavína, je budova Fakulty tělesné výchovy a sportu Univerzity Karlovy, kde v minulosti sídlila Vysoká škola politická UV KSČ, jejíž absolventi získávali titul RSDr. Této škole se někdy přezdívalo Vokovická Sorbonna.

### Sousedící katastrální území
- Veleslavín
- Liboc
- Nebušice
- Dejvice
- Střešovice

## Etymologie
Název Vokovice vychází z křestního, mužského a dnes málokdy používaného jména germánského původu Vok (německy Wok).